# Academia Brasileña de Cine
La Academia Brasileña de Cine fue fundada el 20 de mayo de 2002 y su sede es en Río de Janeiro, Brasil. Es presidida por el actor y productor Jorge Peregrino.

## Academia
Fue creada con la finalidad, entre otras, de instruir y otorgar el Gran Premio del Cine Brasileño y contribuir a la creación, difusión, promoción y fortalecimiento del cine como manifestación artística, ayudando, de está forma, a fortalecer la industria cinematográfica de Brasil. En la actualidad cuenta con más de 200 socios. 
La primera edición de los Premios tuvo lugar en septiembre de 2002, en el Teatro Municipal de Río de Janeiro.

## Gran Premio del Cine Brasileño
El Gran Premio del Cine Brasileño es diferente de todos los demás porque es organizado y votado por los propios profesionales, una forma de la propia clase de celebrar su trabajo y dar el debido reconocimiento al talento de sus profesionales. La premiación es anual. Contribuye a la elevación y la promoción del cine brasileño junto a la población y al público del país, a través del reconocimiento de la calidad técnica y artística de sus películas y de la confraternización entre los profesionales que los hacen.
El proceso de definición de los ganadores del Gran Premio del Cine Brasileño se divide en dos etapas: nominación y premiación.
A partir de 2004 la votación pasó a ser hecha vía internet. Cada socio recibe una contraseña electrónica para votar por Internet. El sistema tiene la auditoría de PwC, la misma empresa de auditoría que hace el escrutado de los Óscar.
En la fase de nominados se eligen las cinco películas y profesionales representantes de cada categoría que pasarán a la siguiente etapa. La elección es hecha por los socios - a través de una cédula de votación electrónica con la lista completa de todos los nominados.
Terminado el proceso de escrutinio de la primera ronda, una nueva lista con los cinco nominados en cada categoría se envía a los socios que eligen entonces a los ganadores. En las dos etapas la votación es secreta y la apertura de las papeletas, así como el recuento de los votos es realizada por PwC.

### Categorías nominadas y premiadas
1. Mejor Película
2. Mejor Dirección
3. Mejor Actor
4. Mejor Actriz
5. Mejor Actor de Reparto
6. Mejor Actriz de Reparto
7. Mejor Guion Original
8. Mejor Guion Adaptado
9. Mejor Dirección de Fotografía
10. Mejor Montaje
11. Mejor Dirección de Arte
12. Mejor Sonido
13. Mejor Música
14. Mejor Música Original
15. Mejor Vestuario
16. Mejor Maquillaje
17. Mejores Efectos Visuales
18. Mejor Película Documental
19. Mejor Montaje de Documental
20. Mejor Película Animada
21. Mejor Película Extranjera
22. Mejor Cortometraje
23. Mejor Cortometraje Documental
24. Mejor Cortometraje Animado

Los cortometrajes son preseleccionados por las instituciones: ABCA - Asociación Brasileña de Cine de Animación, ABRACCINE - Asociación de Críticos de Cine, Festival Es Todo Verdad, Foro de los Festivales y Puerta Cortas
La Academia anualmente otorga, a través de su Consejo, los Premios:
- Homenaje Especial
- Premio Especial de Preservación.